# ギデオン・リー
ギデオン・リー（Gideon Lee、1778年4月27日 - 1841年8月21日）は、アメリカ合衆国の政治家。ニューヨーク市長・アメリカ合衆国下院議員を務めた。

## 経歴
マサチューセッツ州アマーストに生まれ、公立学校に通ったあと、ワージントンで靴職人になった。ニューヨーク市、次いで、ジョージア州に引っ越し、商業に関わった。1807年にニューヨークに戻り、革の事業に従事した。

## 政治
1823年にニューヨーク州議会議員、1828年から1830年には市会議員を務めた。 1833年から1834年までニューヨーク市長を務め、再出馬は断った。
キャンベルP.ホワイトの辞任に伴い、アメリカ合衆国下院議員にジャクソン流民主主義者として選ばれ、1837年3月3日に1835年11月4日まで務めた。引退後はニューヨーク州ジュネーブに引っ越した。
1840年アメリカ合衆国大統領選挙ではホイッグ党アメリカ選挙人団であり、ウィリアム・ハリソンとジョン・タイラーに投票した。
ニューヨーク州ジュネーブのワシントン通り墓地に埋葬された。